# 布济耶
布济耶（法語：Bouzillé，法語發音：[buzije] ⓘ）是法国曼恩-卢瓦尔省的一个旧市镇，属于绍莱区。2015年12月15日，布济耶和相邻的8个市镇合并为新市镇奥雷当茹（Orée d'Anjou）。

## 地理
布济耶（47°20'15"N, 1°6'40"W）面积18.39 平方千米，位于法国卢瓦尔河地区大区曼恩-卢瓦尔省，该省份为法国西部内陆省份，大致对应安茹地区，北起顺时针与马耶讷省、萨尔特省、安德尔-卢瓦尔省、维埃纳省、德塞夫勒省、旺代省、大西洋卢瓦尔省和伊勒-维莱讷省接壤。
与布济耶接壤的市镇（或旧市镇、城区）包括：阿内、埃夫尔河畔拉布瓦西耶尔、拉沙佩勒圣弗洛朗、勒菲莱、利雷、勒马里耶。
布济耶的时区为UTC+01:00、UTC+02:00（夏令时）。

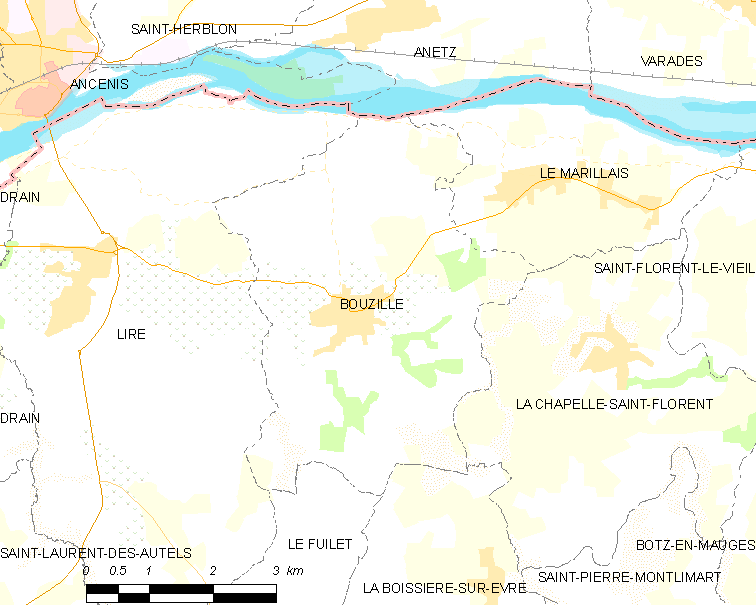
布济耶的OSM定位图

## 行政
布济耶的邮政编码为49530，INSEE市镇编码为49040。

## 政治
布济耶所属的省级选区为卢瓦尔河畔莫日县。

## 人口

1962-2008年间布济耶人口变化图示

布济耶于2018年1月1日时的人口数量为1497人。